# Bruno Brunini
Bruno Brunini (Napoli, ...) è un poeta e scrittore italiano.

## Biografia
Nato a Napoli, nel periodo giovanile ha seguito gli studi universitari a Bologna, dove si è laureato e dove attualmente vive.
All'inizio degli anni ottanta, insieme al poeta Roberto Roversi ed altri autori, è stato fondatore della cooperativa culturale “Dispacci”, per la quale ha svolto numerose attività legate alla diffusione della poesia, alla ricerca e alla redazione di varie riviste..
Ha ideato attività formative per la divulgazione della poesia, conducendo seminari in scuole pubbliche, tra cui la Salvo D'Acquisto di Bologna e nel carcere minorile di Bologna. Negli anni novanta per la rivista di narrazioni "TempOrali" (Synergon Editore), di cui è stato redattore e direttore, ha presentato diversi narratori contemporanei. Successivamente è stato co-curatore di un'Antologia sulla Poesia a Bologna nel 2006, che ha raccolto le voci di duecentocinquantuno autori bolognesi.
Ha collaborato in seguito alle iniziative del Club di “Fantomas” di Giorgio Celli 
Nel 1990 ha pubblicato il suo primo libro di poesie (Strade interrotte). Successivamente ha pubblicato le raccolte poetiche Dalla parte della notte (Giraldi, 2007),Ombra di vita (La Vita Felice, 2012) e Enclave (La Vita Felice, 2017). Ha scritto anche opere di narrativa, tra cui il romanzo Il viaggio capovolto, ambientato a Napoli, testi per il teatro messi in scena al teatro San Martino di Bologna dal Gruppo Libero Teatro, brevi racconti e saggi per riviste e antologie, ottenendo premi letterari.

## Opere

### Raccolte di poesie
- Strade Interrotte (con postfazione di Roberto Roversi [8]), Editoriale Mongolfiera, Bologna 1990
- Dalla parte della notte, Giraldi, Bologna 2007  ISBN 9788861551107 [9]
- Ombra di vita, Edizioni La Vita Felice, Milano 2012  ISBN 9788877994530[10]
- Enclave, Edizioni La Vita Felice, Milano 2017 ISBN 978-88-9346-124-5
- Lento ritorno, Edizioni La Vita Felice, Milano 2021 ISBN 978-88-9346-564-9

### Opere di narrativa
- Il viaggio capovolto, Guida, Napoli 1999  ISBN 8871883071
- Appena oltre Brooklyn, Giraldi, Bologna 2005  ISBN 8889435445

### Saggi
- L'itinerario nella precarietà in "Numero Zero", Cooperativa Dispacci Editrice, Bologna 1987
- Sul filo del tempo in La poesia a Bologna, Gallo e Calzati, Bologna 2004  ISBN 8888379274 [11]
- Gilberto Centi e la poesia dei senza voce in Bologna identità e memoria, Bononia University Press, Bologna 2012 ISBN 9788873957485 [12]

### Teatro
- La voce chiara delle onde, messo in scena nel 1999 dal Gruppo Libero Teatro
- Il potere della luna, messo in scena nel 2000 dal Gruppo Libero Teatro
- Dalle ceneri a Ground Zero memorie dell'11 settembre, messo in scena nel 2008 Teatro del Navile

### Interviste
- Incontro con Nanni Cagnone pubblicata su PrimiPiani n°VIII
- Incontro con Franco Loi pubblicata su PrimiPiani n° XI
- Incontro con Antonella Anedda  pubblicata su PrimiPiani n° XXIV
- Incontro con Silvio Ramat  pubblicata su PrimiPiani n° XXVIII
- Incontro con Giancarlo Pontiggia  pubblicata su PrimiPiani n° XXXII